# Krzysztof Kaczmarek (lekkoatleta)
Krzysztof Kaczmarek (ur. 18 listopada 1978, zm. 16 kwietnia 2017) – polski lekkoatleta, złoty medalista Letnich Igrzysk Paraolimpijskich w Sydney (2000) w pchnięciu kulą.

## Życiorys
Pochodził ze Zduńskiej Woli. Był zawodnikiem Międzyszkolnego Klubu Sportowego Zduńska Wola oraz klubu Muks Park Zduńska Wola. Trenował konkurencje lekkoatletyczne: pchnięcie kulą, rzut dyskiem i rzut młotem. Jego trenerami byli: Andrzej Suliński oraz Zbigniew Lewkowicz. Jako osoba dotknięta niepełnosprawnością intelektualną startował w kategorii F-20.

## Osiągnięcia

### Mistrzostwa świataIPC
| Zawody                                         | Rok  | Konkurencja    | Miejsce |
| ---------------------------------------------- | ---- | -------------- | ------- |
| IPC Athletics World Championships Birmingham   | 1998 | pchnięcie kulą | 5.      |
| IPC Athletics World Championships Christchurch | 2011 | pchnięcie kulą | 3.      |
| IPC Athletics World Championships Lyon         | 2013 | pchnięcie kulą | 6.      |
| IPC Athletics World Championships Doha         | 2015 | pchnięcie kulą | 9.      |

### Lekkoatletyczne mistrzostwa świata INAS (International Sports Federation for Persons with Intellectual Disability)
| Zawody                                        | Rok  | Konkurencja    | Miejsce |
| --------------------------------------------- | ---- | -------------- | ------- |
| INAS World Athletics Championships w Sewilli  | 1999 | rzut dyskiem   | 1.      |
| INAS World Athletics Championships w Sewilli  | 1999 | pchnięcie kulą | 1.      |
| INAS World Athletics Championships w Tunisie  | 2001 | pchnięcie kulą | 1.      |
| INAS World Athletics Championships w Tunisie  | 2001 | rzut dyskiem   | 2.      |
| INAS World Athletics Championships w Tunisie  | 2003 | pchnięcie kulą | 1.      |
| INAS World Athletics Championships w Tunisie  | 2003 | rzut dyskiem   | 2.      |
| INAS World Athletics Championships w Tunisie  | 2003 | rzut młotem    | 2.      |
| INAS World Athletics Championships w Canberze | 2005 | rzut młotem    | 1.      |
| INAS World Athletics Championships w Canberze | 2005 | pchnięcie kulą | 3.      |

### Igrzyska paraolimpijskie
| Igrzyska                                    | Rok  | Konkurencja    | Miejsce |
| ------------------------------------------- | ---- | -------------- | ------- |
| XI Letnie Igrzyska Paraolimpijskie w Sydney | 2000 | pchnięcie kulą | 1.      |

## Upamiętnienie
W 2016 r. została odsłonięta tablica Krzysztofa Kaczmarka w Alei Olimpijczyków i Paraolimpijczyków w Wieruszowie.